# Chatchawit Techarukpong
Chatchawit Techarukpong (ชัชชวิศ เตชะรักษ์พงศ์), noto anche con lo pseudonimo di Victor Zheng, o semplicemente Victor (วิคเตอร์), (Provincia di Prachuap Khiri Khan, 22 marzo 1992), è un attore, conduttore televisivo e cantante thailandese.

## Biografia
Ha partecipato ad alcuni talent show come Teen Superstar, The Star e True Academy Fantasia, senza mai vincere. Comincia a recitare nel 2014 in un episodio della serie Rak jing ping ker, mentre i ruoli per i quali è più ricordato sono Terk in Room Alone, Minton in Ugly Duckling - Luk pet khire, Dash in U-Prince Series e Min in Water Boyy: The Series.
Attivo anche come cantante, spesso i suoi brani fungono da colonna sonora per le serie televisive GMMTV. Dal 2018 è anche tra i conduttori del programma televisivo Rod rong rian, edizione "School Rangers", su GMM 25.
Studia attualmente all'Università della camera di commercio thailandese in Facoltà di Turismo e Ospitalità ed è impegnato sentimentalmente con Charada Imraporn, sua co-protagonista in U-Prince Series.

## Filmografia

### Televisione
- Rak jing ping ker - serie TV, 1 episodio (2014)
- Room Alone - serie TV (2014-2015)
- Ugly Duckling - Luk pet khire - serie TV, 8 episodi (2015)
- Thofan kap mawin - serie TV (2015)
- U-Prince Series - serie TV, 7 episodi (2016-2017)
- Phapluangta: The Series - serie TV (2016)
- Love Songs Love Series To Be Continued - Prom likit - serie TV (2017)
- Water Boyy: The Series - serie TV, 14 episodi (2017)
- Miti sayrong cheua pen... mai cheua taai - serie TV (2017)
- Bangkok rak Stories - serie TV, 13 episodi (2017)
- Love Bipolar - Love na kha - Rak na khrap - serie TV, 4 episodi (2018)
- The Gifted - Nak rian phalang kif - serie TV (2018)
- Boy For Rent - Phuchay hai chaw - serie TV (2019)

## Programmi televisivi
- Teen Superstar - concorrente
- The Star - concorrente
- True Academy Fantasia - concorrente
- Asia's Got Talent - conduttore thailandese
- Rod rong rian (GMM 25, 2018)
- Tai thueng - Wow! Thailand (GMM 25, 2018)

## Discografia

### Singoli
- 2014 - Rao leuak kwahm rak dai samur
- 2015 - Gaut soot tai
- 2016 - My Beautiful Girl
- 2017 - Proong nee took wun
- 2018 - Tit jai